# World Series of Poker 1989
De World Series of Poker 1989 werd gehouden in de Binion's Horseshoe in Las Vegas van 1 mei t/m 19 mei. Het was de 20ste editie van de World Series of Poker, het grootste pokerevenement ter wereld.

## Toernooien
| Event                         | Winnaar           | Prijs     | Tweede         |
| ----------------------------- | ----------------- | --------- | -------------- |
| $ 1.000 Limit Hold'em         | George Allen Shaw | $ 179.600 | Lee Southard   |
| $ 1.500 Seven Card Razz       | John Laudon       | $ 95.400  | Said Barjetsch |
| $ 1.500 Seven Card Stud Split | Mike Sexton       | $ 104.400 | Sid Herald     |
| $ 500 Ladies' Seven Card Stud | Alma McClelland   | $ 18.600  | Adrienne Zoia  |
| $ 1.500 Ace to Five Draw      | Harry Madoff      | $ 119.400 | Billy Baxter   |
| Pot Limit Omaha               | Barry Blackburn   | $ 108.000 | T.J. Cloutier  |
| $ 1.500 Seven Card Stud       | Mel Judah         | $ 130.800 | Jerry Buhr     |
| $ 5.000 Deuce to Seven Draw   | Bob Stupak        | $ 139.500 | Billy Baxter   |
| $ 5.000 Seven Card Stud       | Don Holt          | $ 154.000 | David Sklansky |
| $ 1.500 Limit Omaha           | Lyle Berman       | $ 108.600 | MacDonal Kempe |
| $ 2.500 Pot Limit Omaha       | Frank Henderson   | $ 184.000 | Kevin Redican  |
| $ 2.000 No Limit Hold'em      | Norman Keyser     | $ 244.000 | Tommy Grimes   |
| $ 2.000 Limit Hold'em         | Thomas Chung      | $ 212.000 | Carl McKelvey  |

## Main Event
Het Main Event was het grootste toernooi van de WSOP van 1989. Het is een 10.000 dollar No-Limit Texas Hold'em toernooi. De winnaar van dit toernooi wordt gezien als de officieuze wereldkampioen poker. Er deden in totaal 178 spelers mee.

### Finaletafel
| Positie | Naam             | Prijs     |
| ------- | ---------------- | --------- |
| 1       | Phil Hellmuth Jr | $ 755.000 |
| 2       | Johnny Chan      | $ 302.000 |
| 3       | Don Zewin        | $ 151.000 |
| 4       | Steve Lott       | $ 83.050  |
| 5       | Lyle Berman      | $ 67.950  |
| 6       | Noel Furlong     | $ 52.850  |

### Andere hoge posities
| Positie | Naam               | Prijs    |
| ------- | ------------------ | -------- |
| 11de    | John Esposito      | $ 12.500 |
| 14de    | Jay Heimowitz      | $ 12.500 |
| 16de    | John Bonetti       | $ 12.500 |
| 22ste   | Mickey Appleman    | $ 10.000 |
| 23ste   | David "Chip" Reese | $ 10.000 |
| 24ste   | An Tran            | $ 10.000 |
| 28ste   | Yoshio Nakano      | $ 7.500  |
| 29ste   | Berry Johnston     | $ 7.500  |